# Церковь Казанской иконы Божией Матери (Большие Шиловичи)
Церковь в честь Казанской иконы Божией Матери — православный храм в центре деревни Большие Шиловичи Слонимского района Гродненской области.

## История

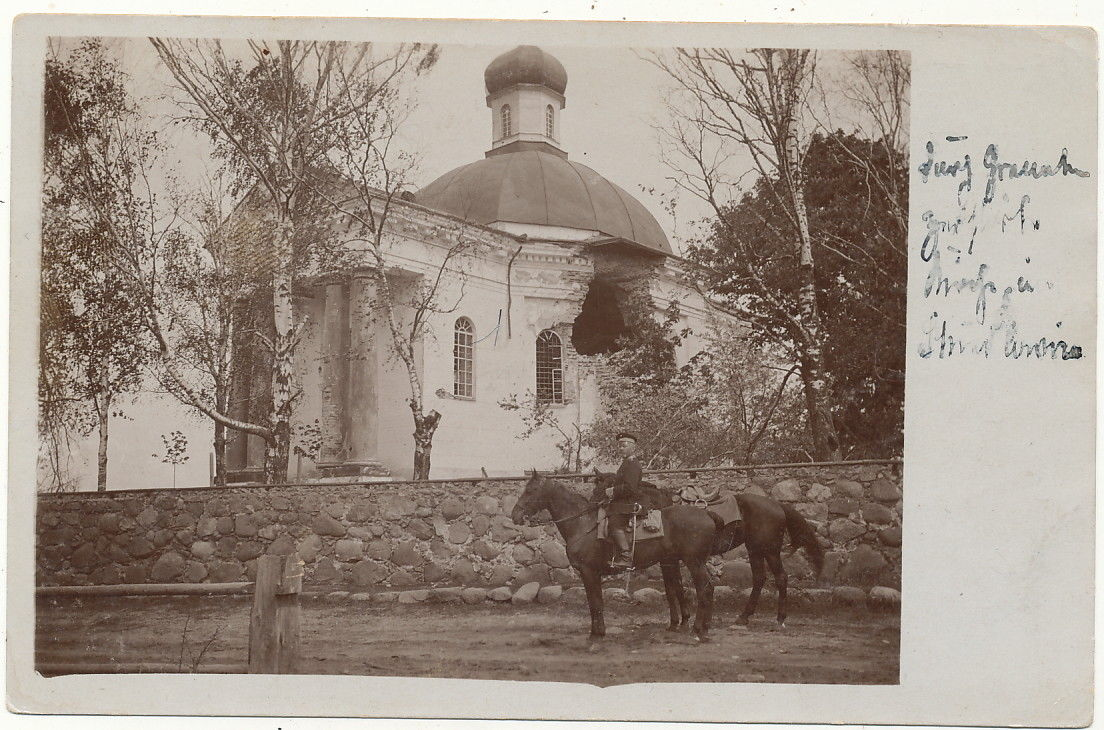
Церковь, поврежденная во время Первой мировой войны.

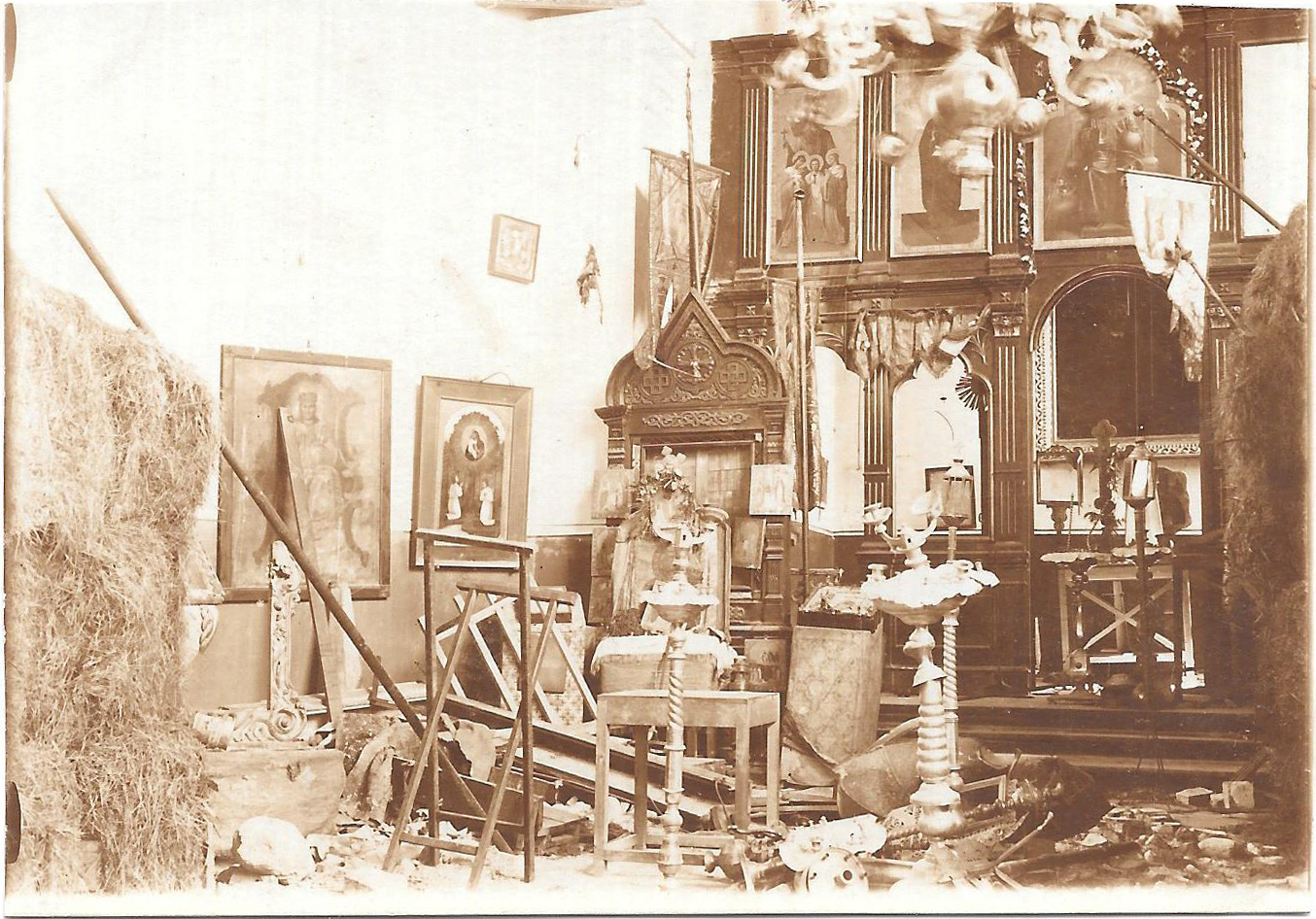
Интерьер. Фотография 1916 года.

Церковь построена во второй половине XIX века из кирпича и бутового камня. В 1882 году была отремонтирована после повреждения молнией. Престольный праздник отмечается 4 ноября.

## Архитектура
Церковь — памятник архитектуры позднего классицизма. Основой пространственной композиции является центричный восьмигранный объем, завершённый сферическим куполом на гранёном барабане. По удлинённой оси до основного объема присоединены прямоугольные в плане притвор и апсида. Главный вход оборудован четырёхколонным портиком. На фоне бутовой кладки стен выделяются оштукатуренные карнизы, плинтуса полукруглых окон, руст. В интерьере апсида оформлена деревянным иконостасом.

## Колокольня
Аналогично с церковью оформлена расположенная отдельно колокольня, основой пространственной композиции которой является центричный двухъярусный объём со сферическим куполом. Архитектура башни насыщена классическим декором: 1-й ярус обработан рустом, 2-й усеян короткими пилястрами, архивольтами арочных проёмов. Ярусы выделены мощными антаблементами с поясами профилированных карнизов и дентикулов, фризом на дентикулах.